# Informe Vrba-Wetzler
El informe Vrba-Wetzler, también conocido como el Protocolo de Auschwitz, y el libro de Auschwitz, es un documento de 32 páginas acerca del campo de concentración de Auschwitz en la Polonia ocupada durante el Holocausto. Fue escrito a mano y en eslovaco, dictado entre el 25 y el 27 de abril de 1944 por Rudolf Vrba y Alfred Wetzler, dos Judíos eslovacos que habían escapado de Auschwitz el 10 de abril. Fue escrito en la forma de un informe por el doctor Oscar Krasniansky de la Judenrat eslovaca, o consejo judío, y que lo tradujo simultáneamente al alemán.
El informe representa uno de los primeros intentos para estimar el número de personas muertas en el campo de concentración. Copias del informe existen en la Biblioteca y Museo Presidencial de Franklin D. Roosevelt en el Valle del Río Hudson, Nueva York, en los archivos del Vaticano, y en el memorial Yad Vashem en Jerusalén.